# Dragon’s Head
Dragon’s Head ist das Debütalbum der Jazzgitarristin Mary Halvorson als Bandleaderin, aufgenommen mit ihrem Trio aus John Hébert (Bass) und Ches Smith (Schlagzeug). Die Aufnahmen entstanden am 24. und 25. Februar 2008 im Firehouse 12 Studio in New Haven (Connecticut) und erschienen im Oktober 2008 bei Firehouse 12 Records. Das Album erntete durchweg positive Aufnahme in der Jazzkritik; Bill Milkowski bezeichnete es in JazzTimes als ein „Kraftwerk-Debüt“ (Powerhouse debut).

## Das Album
Dragon’s Head ist das erste Album der Gitarristin und Komponistin Mary Halvorson unter eigenem Namen. Es enthält zehn Kompositionen, die sie für ihr reguläres Trio aus John Hébert und Ches Smith geschrieben hatte. Zuvor hatte sie bereits Kompositionen für ihr kammermusikalisches Duo mit Jessica Pavone (Prairies, 2005, und On and Off, 2007) und das Avantrock-Duo People (mit Schlagzeuger Kevin Shea) veröffentlicht. In den Liner Notes merkte sie an, dass sie jedoch ihren Schwerpunkt im Gitarre/Bass/Schlagzeug-Trioformat sehe:

“I have wanted to write for this instrumentation for years, but this project is the first time I have actually attempted it. This trio is also a great excuse to work with two of my favorite musicians; I wrote all of these songs with Ches and John’s playing in mind. I also took it as an opportunity to experiment with different compositional forms, as well as varying harmonic, melodic and rhythmic components.”

„Ich wollte schon seit Jahren für diese Instrumentierung schreiben, aber es ist mit diesem Projekt das erste Mal, dass ich es versucht habe. Dieses Trio ist außerdem ein Vorwand mit zwei meiner Lieblingsmusiker zu arbeiten; all diese Stücke schrieb ich im Sinne von Ches’ und Johns Spiel. Außerdem sah ich es als Gelegenheit, mit verschiedenen Kompositionsformen zu experimentieren, sowie mit variierten harmonischen, melodischen und rhythmischen Komponenten.“

Howard Mandel wies auf die verschiedenen musikalischen Einflüsse u. a. von Derek Bailey, Joe Morris (bei dem sie kurze Zeit studiert hatte), Marc Ribot und Nels Cline auf ihr Spiel hin; stilistisch sei dies auf dem Album durch knackige, unauffällige Figuren gekennzeichnet, ebenso durch akzentuiertes Schrammeln und den sparsamen Gebrauch von Verzerrungen. Kennzeichnend sei ihr „überraschender Umfang an Ideen und Stimmungen, lyrisch wie auch ironisch, indem sie sich ohne Vorwarnung von herbem Understatement zu unverblümten Krach, von Volkstümlichkeit zu Intellektualismen […] hinwendet“.
Elliott Sharp merkte an:

“While the group uses acoustic bass and clearly lies within the 'jazz’ camp, it sounds like no other...dissonant arpeggios melding into pounding odd-meter repetitive grooves, spidery textures becoming cracked melodies, and jazzy vamps fragmenting into vicious free-form interactions, with Halvorson wrenching blistering lines and rude sounds from her guitar.”

„Obwohl die Gruppe Kontrabass verwendet und klar im ‚Jazz‘-Feld agiert, klingt das Ganze wie nichts anderes… dissonante Arpeggios fließen in ungerade-metrische repetitive Grooves, aus krakeligen Texturen werden knackig zersprungene Melodien, und jazzige Improvisationen zersplittern in bissige und freie Interaktionen, in denen Halvorson mit ihrer Gitarre krispelige Linien und grobe Klänge abreißt.“

Old Nine Two Six Four Two Dies ist ein in verschiedenen Metren gespielter Walzer. Sank Silver Purple White im 5/4-Takt wechselt die Rhythmen und erinnert mit seinem spiralförmigen Verlauf an John McLaughlins Spiel, während April April May „durch dreinotige Linien und Akkorde trottet und drängt, um dann erneut zu tapsen.“ Scant Frame „rollt eigenartig leichtfüßig und geschmeidig in eine verschoben-gedehnte Samba“. Das basslastige modale Totally Opaque stellt nach Ansicht von Michael G. Nastos Halvorsons dunkel-rhythmische akkordische Spielhaltung dar; „dynamisch auf und ab gehend, vermeintlich beliebig, kennzeichnet das raue und stachlige Momentary Lapse.“ Eine andere Facette ihres Spiels offenbare der aus einer Note bestehende Akkord in Sweeter Than You mit seinen Crescendos und Decrescendos.

## Titelliste

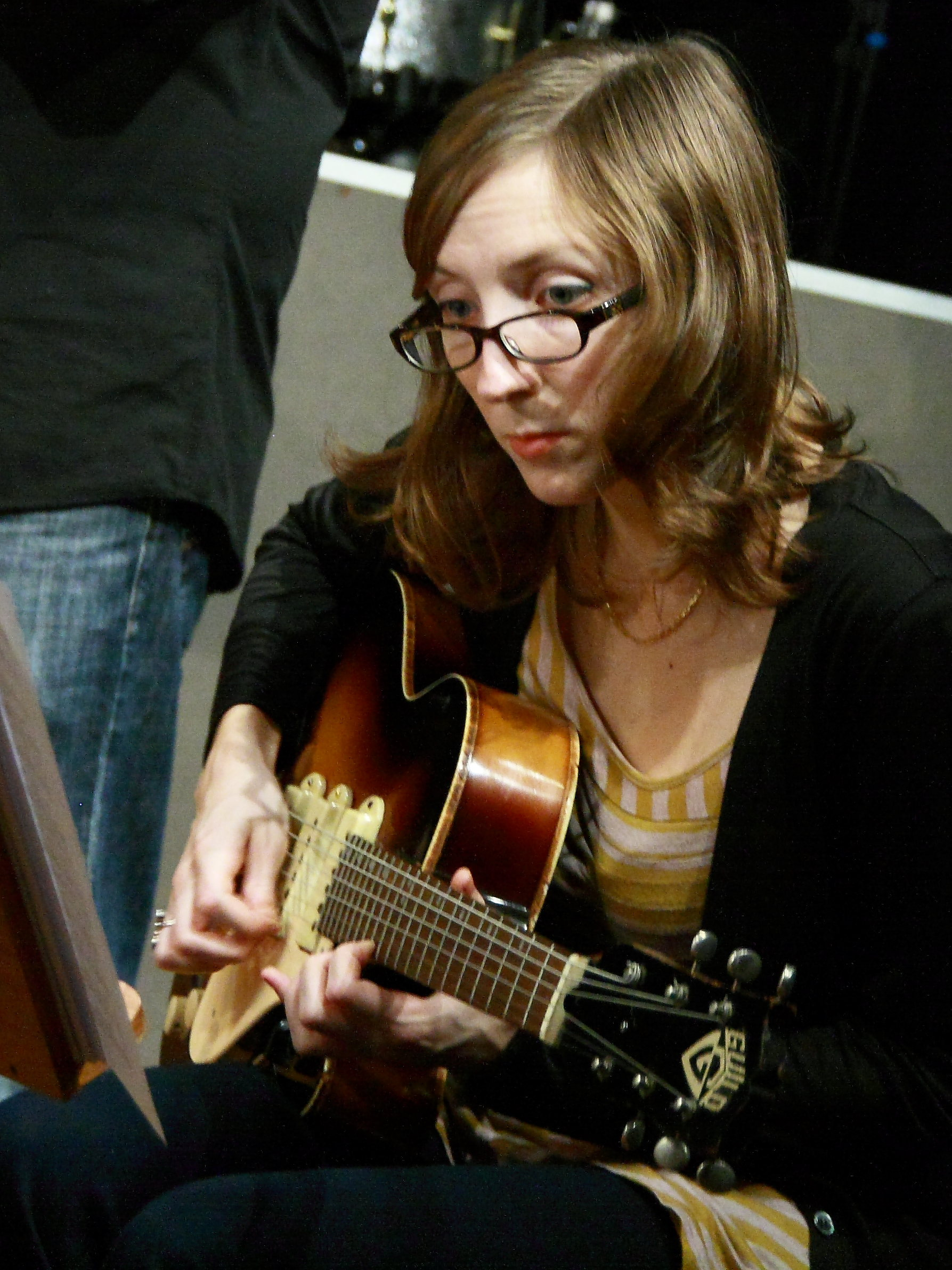
Mary Halvorson bei einem Auftritt im Kult, Niederstetten 2011

- Mary Halvorson Trio: Dragon’s Head (Firehouse 12 Records FH12-04-01-007[5])
  1. Old Nine Two Six Four Two Dies (No. 10) – 7:46
  2. Momentary Lapse (No. 1) – 7:52
  3. Screws Loose (No. 8) – 2:28
  4. Scant Frame (No. 2) – 3:23
  5. Sweeter Than You (No. 4) – 3:56
  6. Sank Silver Purple White (No. 5) – 5:19
  7. Too Many Ties (No. 6) – 6:38
  8. Totally Opaque (No. 7) – 7:43
  9. Dragon’s Head (No. 9) – 5:36
  10. April April May (No. 3) – 4:40
- Alle Kompositionen stammen von Mary Halvorson. Die Nummern nach den Titeln geben die Reihenfolge an, in der sie eingespielt wurden.

## Rezeption
Mary Halvorsons Debütalbum erlebte 2008 wohlwollende bis enthusiastische Aufnahme bei den Musikkritikern; in Zeitungen, Magazinen und Websites wie The Wire, JazzTimes, All About Jazz, Chicago Reader und Village Voice wurde es jeweils in die Listen der besten Alben des Jahres gewählt. Nate Chinen bezeichnete das Album in The New York Times als „verheißungsvolles Debüt“; es sei eins der außergewöhnlichsten Jazzalben des Jahres und eines der originellsten Statements, die je von einem Jazzgitarristen geliefert wurden. Nach Ansicht von James Hale (Jazz Chronicles) qualifiziere sich Mary Halvorson damit zur Künstlerin des Jahres; für Thierry Lepin (Jazzman) sei sie „die Entdeckung des Jahres“ und für Matthew Lavoie (Voice of America) „eine der erfrischendsten Platten, die ich in den letzten Jahren gehörte habe“. Dies sei „Post-Bill-Frisell-Gitarre“, schrieb Philip McNally in Cadence, „eine neue Stimme auf dem Instrument, und allein dafür sollte man sie hören.“
Michael G. Nastos bewertete das Album in AllMusic mit 3½ von 5 Sternen und bezeichnete es als ein viel verheißendes Outing, indem ihr Stil mitten im modernen kreativen Improvisationsidiom keinen Zweifel an ihrem immensen Talent lasse und im Kopf des Hörers mit dem Gefühl von Fassungslosigkeit wie von Zufriedenheit gleichermaßen widerhalle. Damit sei sie nicht nur eine neue Stimme in der Musik, sondern auch eine Figur, die man im Blick behalten solle, da sie innovative Beiträge zu Klängen des 21. Jahrhunderts leiste.
Nach Ansicht von Brian Morton im Jazz Review produziere Halvorson „in jedem Stück den notwendigen Klang mit der passenden Technik“. Dabei entstehe „reichlich nuancierte Musik und Zeugnis von Halvorsons erfrischender Ansicht, dass das Aufnahmen eines Albums nicht dasselbe ist wie einen Entwicklungsprozess zu dokumentieren und sich dann unbekümmert fortzuentwickeln.“
Ebenfalls im Jazz Review sieht Philip Clark in Halvorsons weiten melodischen Sprüngen Reminiszenzen an das Spiel von Eric Dolphy; die „transparente Komplexität ihrer Linien“ erinnere hingegen an Ornette Coleman. Hier sei eine „junge Musikerin, die sich in ihrer Haut wohlfühlt“, und sie sei damit „näher am wahren Wesen des Jazz als viele, die über den vergangenen Ruhm meckern, aber letztlich nur Licks abnudelten“. Troy Collins (All About Jazz) sieht in Mary Halvorsons Debüt ihr singuläres Talent als Komponistin und Improvisatorin, Lichtjahre entfernt von ihren Altersgenossen sei sie die eindrucksvollste Gitarristin ihrer Generation. „The future of jazz guitar starts here“.
Richard Kamins hob in seiner Besprechung im Hartford Courant Halvorsons Verarbeitung von avantgardistischen Ideen von Derek Bailey und Fred Frith samt der rhythmischen Spielweisen von Jimi Hendrix und Bill Frisell hervor und dass die Gitarristin „dabei wie keiner von diesen klingt.“ Das Album habe eine großartige klangliche Präsenz und diese Musik speie Feuer. Für Nic Jones (All About Jazz) sei dieses Album „der Körper eines höchst individualistischen Musik, ausgestoßen mit der einzigartigen Energie, die durch gemeinsamen Improvisationen der Musiker entsteht“.
Für John Sharpe (All About Jazz) sei neben Halvorsons kompositorischen Fähigkeiten ihr instrumentelles Können zu loben, wie sie in den meisten ihrer Titel in unvorhergesehene Richtungen ausbricht und Kontraste in Energie, Metren und Stimmungen schaffe. Dabei „erfindet Halvorson die Rolle der Gitarre als einen Generator für Texturen und perkussiven Drive neu, indem sie die Palette der Effekte vernünftig entfaltet“. Dieses Album, das gut zur auskeimenden Reputation des Firehouse 12 Labels für unkonventionelle Musik passe, gewährleiste wiederholtes Hören, wenn man sich die Zeit nehme, seine vielen Geheimnisse zu erfahren.

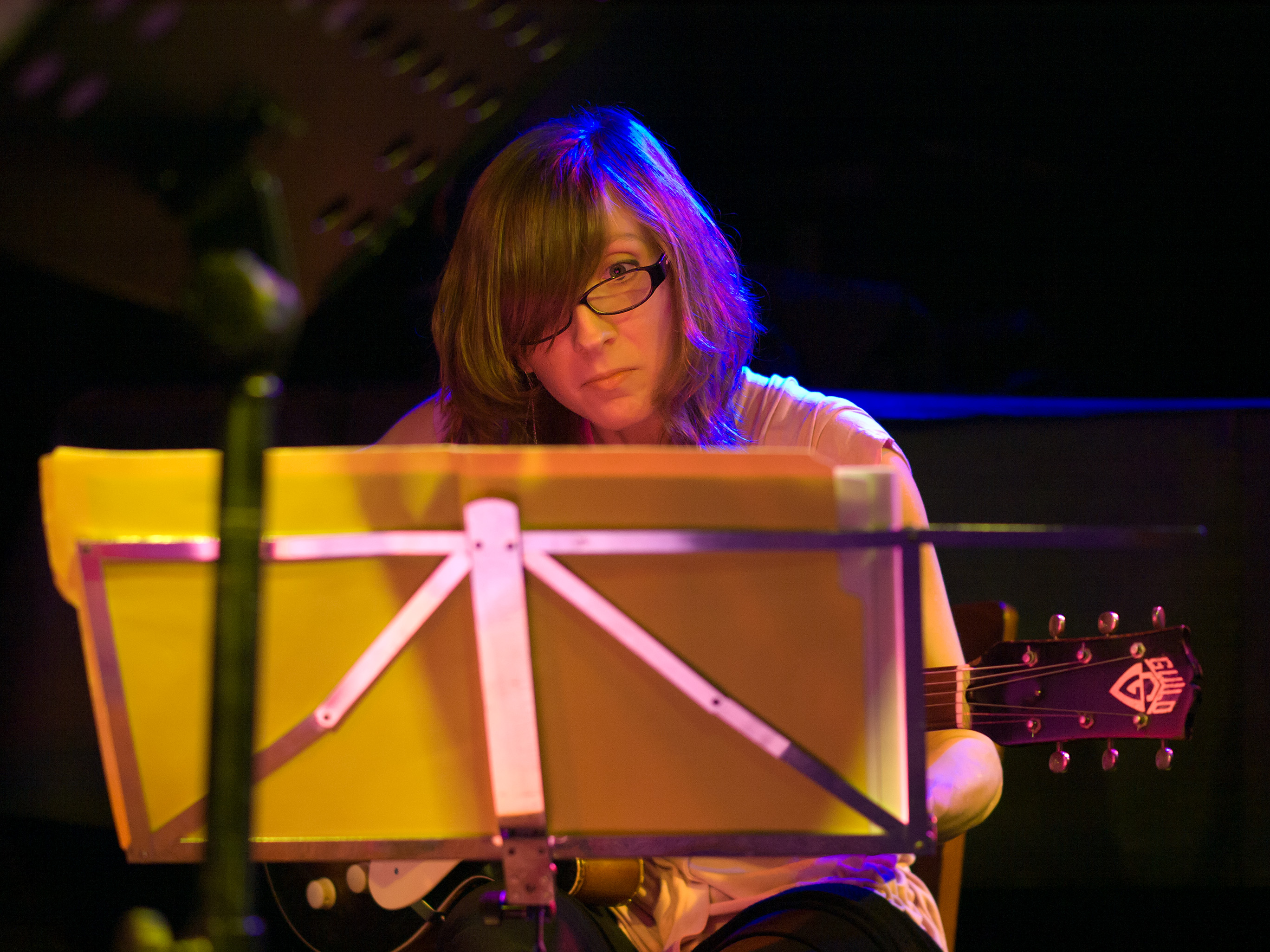
Mary Halvorson (2011, in der Unterfahrt)

Lars Gotrich (National Public Radio) geht am Beispiel von Momentary Lapse auf Mary Halvorsons Stil ein, der ohne ein Arsenal aus Effektpedalen auskomme. Der Titel sei voll von „punktgenauen Tempowechseln, schrägen Rhythmen und flüchtigen Momenten einer unbehaglichen Schönheit.“ Dabei schrecke Halvorson nicht davor zurück, wie Jimi Hendrix zu rocken, „wenngleich mit frakturierten Changes und Skalen, die wie Pterodaktylusse vom Himmel fallen“. Dragon’s Head sei eine „bewundernswert gebrochene Reflexion Halvorsons persönlicher Ästhetik. Klar, dies ist jemand, der mit Jimi Hendrix aufgewachsen und seinen Weg zum Jazz gefunden hat, aber sich niemals darum gekümmert hat, dazwischen zu unterscheiden“.
Auch Bill Meyer lobte im Down Beat ihre eindrucksvolle Technik und ihr breites instrumentales Vokabular; ihr Spiel sei „lebhaft und klar wie ein sonniger Wintertag“. Michael Rosenstein (Signal to Noise) lobt neben Halvorsons Spiel John Héberts springenden und reich tönenden Bass und Ches Smiths perkussives Schlagzeugspiel, was den musikalischen Verlauf in einen stotternden freien Swing führe. Dies sei ein fein geschliffenes Trio, das aber niemals durch die Komplexität der Stücke gehemmt sei. Stattdessen lasse die Aufnahme eine Gruppe erkennen, die darin schwelge, ein breites musikalisches Territorium zu erkunden. Für Ben Ratliff (New York Times) hat das Album die „Energie eines Manifestes und das Selbstbewusstsein, das mit kluger Komposition und Arrangement einhergeht.“